# Stopping the Show
Stopping the Show es un corto de animación estadounidense de 1932, el primero de la serie de Betty Boop. Fue producido por los estudios Fleischer y distribuido por Paramount Pictures. En este corto inaugural, Betty Boop demuestra sus habilidades artísticas imitando sobre el escenario a grandes estrellas del momento, como Fanny Brice y Maurice Chevalier.

## Argumento
Una multitud acude al teatro, donde un gran cartel luminoso anuncia a Betty Boop. La función comienza con un noticiario en imágenes sobre un alcalde excesivamente cargante en sus discursos y del bautismo de un barco. A estos dos reportajes le sigue, también en pantalla, un corto en que Bimbo y Koko interpretan un breve gag.
A continuación, y con gran expectación, aparece sobre el escenario Betty Boop, quien ofrece al público tres imitaciones de otros tantos artistas, Helen Kane, Fanny Brice y Maurice Chevalier, siendo todas ellas unánimemente aclamadas.
Aunque el espectáculo continúa con un número de acrobacia, las peticiones del público hacen que Betty deba salir varias veces a saludar, interrumpiendo así la función.

## Realización
Stopping the Show es la primera entrega de la serie de Betty Boop y fue estrenada el 12 de agosto de 1932.
En este corto de presentación, Betty imita a varias estrellas, interpretando canciones exitosas de ellas:
- Helen Kane — "That's My Weakness Now";
- Fanny Brice — "I'm An Indian";
- Maurice Chevalier — "Hello, Beautiful!".

Estas tres actuaciones volverán a aparecer en el corto de 1934 Betty Boop's Rise to Fame.
La referencia a la imitación de Helen Kane fue cortada del negativo original cuando en 1934 Helen Kane llevó a juicio a los estudios Fleischer. En muchas copias actuales aún es perceptible tal interrupción antes de la primera canción.